# Supertaça Liga Futebol Amadora de 2016
A Supertaça Liga Futebol Amadora de 2016 foi a primeira edição do torneio anual timorense, que reúne os campeões das duas principais competições nacionais. 
Foi organizada pela FFTL e pela então Liga Futebol Amadora (atual Liga Futebol Timor-Leste). O campeão foi a equipe do Ponta Leste, de Díli, que conquistou a sua segunda taça no ano.

## Participantes
| Clube                   | Qualificação                               | Data da qualificação   | Participações |
| ----------------------- | ------------------------------------------ | ---------------------- | ------------- |
| Sport Laulara e Benfica | Campeão da Liga Futebol Amadora de 2015-16 | 31 de julho de 2016    | 1ª            |
| A.S. Ponta Leste        | Campeão da Taça 12 de Novembro de 2016     | 10 de setembro de 2016 | 1ª            |

## Partida Final
A partida final foi realizada no Estádio Malibaca, em Maliana.
| 25 de novembro de 2016 | A.S. Ponta Leste                      | 2 - 1 | Sport Laulara e Benfica | Estádio Malibaca Yamato |
| 15:00 UTC+9            | Henrique da Cruz 18' · Edit Savio 24' |       |                         |                         |

### Premiação
| Supertaça Liga Futebol Amadora de 2016 |
| Timor-Leste                            |
| -------------------------------------- |
| Ponta Leste Campeão (1º título)        |